# Liste der Primates der Orthodoxen Kirche in Amerika
Die folgenden Personen waren Primates der Orthodoxen Kirche in Amerika beziehungsweise Oberhäupter der russisch-orthodoxen Diözese, aus der diese Kirche hervorging.
| Name                | Geburtsort                                             | Geburtsname                                                                            | Jurisdiktion                                                                                  | Amtszeit  | Bemerkung |
| ------------------- | ------------------------------------------------------ | -------------------------------------------------------------------------------------- | --------------------------------------------------------------------------------------------- | --------- | --- |
| Joasaph             | Straschnowo, Distrikt Kaschin, Gouvernement Twer       | Iwan Iljitsch Bolotow                                                                  | Bischof von Kodiak, Weihbischof der Diözese Irkutsk                                           | 1799      | Joasaph wurde 1796 zum Bischof gewählt, doch die Nachricht erreichte ihn bis 1798 nicht. Er kehrte nach Irkutsk zurück und wurde 1799 geweiht, starb allerdings während seiner Rückreise nach Alaska. |
| Innozenz            | Anginskoje, Distrikt Wercholensk, Gouvernement Irkutsk | Iwan (John) Jewsejewitsch Popow-Weniaminow                                             | Bischof von Kamtschatka, der Kurilen und der Aleuten                                          | 1840–1850 | |
| Innozenz            | Anginskoje, Distrikt Wercholensk, Gouvernement Irkutsk | Iwan (John) Jewsejewitsch Popow-Weniaminow                                             | Erzbischof von Kamtschatka, der Kurilen und der Aleuten                                       | 1850–1868 | Innozenz wurde später Patriarch der Russisch-Orthodoxen Kirche. |
| Peter               | Gouvernement Saratow                                   | Fjodor Ekaterinowski (Theodore Ekaterinovski)                                          | Bischof von Neu-Archangelsk, Weihbischof der Diözese Kamtschatka                              | 1859–1866 | |
| Paul (Pawel)        | Gouvernement Jenisseisk                                | Pjotr Lawrentjewitsch Popow (Peter Lavrentevich Popov)                                 | Bischof von Neu-Archangelsk, Weihbischof der Diözese Kamtschatka                              | 1866–1870 | Durch Kauf (Alaska Purchase) wird Alaska 1867 Territorium der Vereinigten Staaten. |
| Joann (John)        | Kaluga, Russland                                       | Stefan (Stephen) Mitropolski                                                           | Bischof der Aleuten und Alaska                                                                | 1870–1877 | |
| Nestor              | Archangelsk, Russland                                  | Baron Nikolai Pawlowitsch Sass (Nikolai Pavlovich Zass)                                | Bischof der Aleuten und Alaska                                                                | 1878–1882 | Nach dem Tod von Bischof Nestor 1882 fiel die Diözese der Aleuten und Alaskas bis 1887 unter die Jurisdiktion des Metropoliten von St. Petersburg.                                                    |
| Wladimir            | Senkowka, Distrikt Solotonoscha, Gouvernement Poltawa  | Wassili Grigorjewitsch Sokolowski-Awtonomow (Vassili Grigorevich Zokolovski-Avtonomov) | Bischof der Aleuten und Alaska                                                                | 1887–1891 | |
| Nikolaus (Nikolai)  |                                                        | Pjotr Stepanowitsch Adoratski (Peter Stepanovich Adoratsky)                            | Bischof der Aleuten und Alaska                                                                | 1891      | Bischof Nikolaus wurde zu einem anderen Bischofssitz versetzt, bevor er nach Nordamerika reiste, um seine Amtsgeschäfte als leitender Bischof anzunehmen.                                             |
| Nikolaus (Nikolai)  | Nowomirgorod, Gouvernement Cherson                     | Michail Sacharowitsch Siorow (Michael Zakharovich Ziorov)                              | Bischof der Aleuten und Alaska                                                                | 1891–1898 | 1898 wurde Bischof Nikolaus als Erzbischof der Diözese Twer und Kaschin nach Russland versetzt. |
| Tichon (Tikhon)     | Klin, Distrikt Toropez, Gouvernement Pskow             | Wassili Iwanowitsch Bellawin (Vasily Ivanovich Bellavin)                               | Bischof der Aleuten und Alaska                                                                | 1898–1900 | |
| Tichon (Tikhon)     | Klin, Distrikt Toropez, Gouvernement Pskow             | Wassili Iwanowitsch Bellawin (Vasily Ivanovich Bellavin)                               | Bischof der Aleuten und Alaska und Nordamerika                                                | 1900–1905 | Bischof Tichon führte viele Veränderungen in der Diözesanstruktur durch, einschließlich der Umbenennung in Diözese der Aleuten und Nordamerika.                                                       |
| Tichon (Tikhon)     | Klin, Distrikt Toropez, Gouvernement Pskow             | Wassili Iwanowitsch Bellawin (Vasily Ivanovich Bellavin)                               | Erzbischof der Aleuten und Alaska und Nordamerika                                             | 1905–1907 | Bischof Tichon wurde 1905 zum Erzbischof gewählt. Er kehrte 1907 nach Russland zurück. |
| Platon              | Eparchie Kursk                                         | Porphyri Fjodorowitsch Roshdestwenski (Porphyry Theodorvich Rozhdestvensky)            | Erzbischof der Aleuten und Alaska und Nordamerika                                             | 1907–1914 | |
| Jewdokim (Evdokim)  | Eparchie Wladimir                                      | Wassili Michailowitsch Meschtscherski (Basil Mikhailovich Meschersky)                  | Erzbischof der Aleuten und Alaska und Nordamerika                                             | 1914–1918 | Erzbischof Jewodkim kehrte nach Russland zurück und wurde 1919 Erzbischof von Nischni Nowgorod. |
| Alexander           | Eparchie Wolhynien                                     | Alexander Alexandrowitsch Nemolowski (Alexander Alexandrovich Nemolovsky)              | Erzbischof der Aleuten und Alaska und Nordamerika                                             | 1919–1922 | Erzbischof Alexander verließ die Vereinigten Staaten 1922 und wurde durch den Metropoliten Platon ersetzt.                                                                                            |
| Platon (2. Mal)     | Eparchie Kursk                                         | Porphyri Fjodorowitsch Roshdestwenski (Porphyry Theodorvich Rozhdestvensky)            | Metropolit von ganz Amerika und Kanada                                                        | 1922–1934 | |
| Feofil (Theophilus) | Gouvernement Kiew                                      | Fjodor Nikolajewitsch Paschkowski (Theodore Nicholaevich Pashkovsky)                   | Erzbischof von San Francisco, Metropolit von ganz Amerika und Kanada                          | 1934–1950 | |
| Leontij (Leontius)  | Kremenez, Gouvernement Wolhynien                       | Leonid Ieronimowitsch Turkewitsch (Leonid Ieronimovich Turkevich)                      | Erzbischof von New York, Metropolit von ganz Amerika und Kanada                               | 1950–1965 | Nach dem Tod seiner Frau wurde Leonid 1933 Erzbischof von Chicago. |
| Ireney (Irenaeus)   | Międzyrzec Podlaski, Gouvernement Lublin               | Iwan Bekisch (John Bekish)                                                             | Erzbischof von New York, Metropolit von Ganz Amerika und Kanada                               | 1965–1977 | 1970 wurde der Russischen Metropolie (auch Russische Griechisch-Orthodoxe Katholische Kirche in Nordamerika) die Autokephalie bewilligt. Sie wurde umbenannt in Orthodoxe Kirche in Amerika.          |
| Sylvester           | Daugavpils, Lettland                                   | Iwan Antonowitsch Haruns (Ivan Antonovich Haruns)                                      | Erzbischof von Montreal und Kanada, kurzzeitig Administrator der Orthodoxen Kirche in America | 1974–1977 | Erzbischof Sivester wurde 1974 kurzzeitig zum Administrator ernannt, und war zuständig für das Tagesgeschäft der Kirche für den gesundheitlich angeschlagenen Metropoliten Ireney.                    |
| Theodosius          | Canonsburg, PA                                         | Frank Lazor                                                                            | Erzbischof von New York, Metropolit von ganz Amerika und Kanada                               | 1977–1980 | |
| Theodosius          | Canonsburg, PA                                         | Frank Lazor                                                                            | Erzbischof von Washington, D.C., Metropolit von ganz Amerika und Kanada                       | 1981–2002 | |
| Herman              | Bairdford, PA                                          | Joseph Swaiko                                                                          | Erzbischof von Washington, Metropolit von ganz Amerika und Kanada                             | 2002–2005 | |
| Herman              | Bairdford, PA                                          | Joseph Swaiko                                                                          | Erzbischof von Washington und New York, Metropolit von ganz Amerika und Kanada                | 2005–2008 | |
| Jonah               | Chicago, IL                                            | James Paffhausen                                                                       | Erzbischof von Washington und New York, Metropolit von ganz Amerika und Kanada                | 2008–2009 | |
| Jonah               | Chicago, IL                                            | James Paffhausen                                                                       | Erzbischof von Washington, Metropolit von ganz Amerika und Kanada                             | 2009–2012 | |
| Tichon (Tikhon)     | Boston, MA                                             | Marc R. Mollard                                                                        | Erzbischof von Washington, Metropolit von ganz Amerika und Kanada                             | seit 2012 | |